# Vrševac
Vrševac (izvirno srbsko Вршевац) je naselje v Srbiji, ki upravno spada pod Občino Kuršumlija; slednja pa je del Topliškega upravnega okraja.

## Demografija
V naselju živi 78 polnoletnih prebivalcev, pri čemer je njihova povprečna starost 57,4 let (56,3 pri moških in 58,4 pri ženskah). Naselje ima 41 gospodinjstev, pri čemer je povprečno število članov na gospodinjstvo 2,00.
To naselje je, glede na rezultate popisa iz leta 2002, večinoma srbsko.
|  |

| Demografija | Demografija     | Demografija     |
| Leto        | Št. prebivalcev | Št. prebivalcev |
| ----------- | --------------- | --------------- |
|             |                 |                 |
|             |                 |                 |
|             |                 |                 |
|             |                 |                 |
| 1948        | 428             |                 |
| 1953        | 445             |                 |
| 1961        | 421             |                 |
| 1971        | 309             |                 |
| 1981        | 232             |                 |
| 1991        | 118             | 118             |
| 2002        | 87              | 82              |
|             |                 |                 |

| Etnična sestava po popisu iz leta 2002 | Etnična sestava po popisu iz leta 2002 | Etnična sestava po popisu iz leta 2002 | Etnična sestava po popisu iz leta 2002 | Etnična sestava po popisu iz leta 2002 |
| -------------------------------------- | -------------------------------------- | -------------------------------------- | -------------------------------------- | -------------------------------------- |
| Srbi                                   | Srbi                                   |                                        | 79                                     | 96,34%                                 |
| Neznano                                | Neznano                                |                                        | 3                                      | 3,65%                                  |